# Ibrahim Jeilan
Ibrahim Jeilan Gashu, né le 12 juin 1989 dans l'ancienne province de Balé, est un athlète éthiopien spécialiste des courses de fond.

## Carrière
Musulman, dans un pays largement chrétien, médaillé d'argent du 3 000 m lors des Championnats du monde cadets 2005, Ibrahim Jeilan poursuit son ascension en remportant dès l'année suivante le titre national junior, puis en devenant champion du monde junior du 10 000 m fin août 2006 à Pékin, devant le Kényan Joseph Ebuya, dans le temps de 28 min 53 s 59.
En 2008, il remporte la course individuelle junior des Championnats du monde de cross-country d'Édimbourg. Il décroche plus tard dans la saison sa première médaille lors d'une compétition internationale majeure senior  en se classant deuxième des Championnats d'Afrique derrière son compatriote Gebre Gebremariam. Il établit à cette occasion un nouveau record personnel sur 10 000 m en 28 min 30 s 66. Il participe en juillet 2008 aux Championnats du monde juniors de Bydgoszcz où il remporte la médaille de bronze en 28 min 07 s 97, derrière les Kényans Josphat Bett et Titus Mbishei.
Le 28 août 2011, lors des Mondiaux de Daegu, il remporte le 10 000 m en 27 min 13 s 81 devant le Britannique Mohammed Farah (27 min 14 s 07) et un autre Éthiopien, Imane Merga (27 min 19 s 14).
Le 10 août 2013, lors des Mondiaux de Moscou, il remporte la médaille d'argent, en s'inclinant devant Mohamed Farah devenu entre-temps double champion olympique.

## Palmarès
| Date | Compétition                    | Lieu             | Résultat | Épreuve       |
| ---- | ------------------------------ | ---------------- | -------- | ------------- |
| 2005 | Championnats du monde cadets   | Marrakech        | 2e       | 3 000 m       |
| 2006 | Championnats du monde juniors  | Pékin            | 1er      | 10 000 m      |
| 2008 | Championnats du monde de cross | Édimbourg        | 1er      | Course junior |
| 2008 | Championnats d'Afrique         | Addis-Abeba      | 2e       | 10 000 m      |
| 2008 | Championnats du monde juniors  | Bydgoszcz        | 3e       | 10 000 m      |
| 2011 | Championnats du monde          | Daegu            | 1er      | 10 000 m      |
| 2011 | Jeux africains                 | Maputo           | 1er      | 10 000 m      |
| 2013 | Championnats du monde          | Moscou           | 2e       | 10 000 m      |
| 2016 | Ligue de diamant               | Ligue de diamant | 6e       | 5 000 m       |
| 2017 | Championnats du monde de cross | Kampala          | 8e       | Individuel    |
| 2017 | Championnats du monde de cross | Kampala          | 1er      | Par équipes   |

## Records
| Épreuve       | Performance    | Lieu           | Date          |
| ------------- | -------------- | -------------- | ------------- |
| 5 000 m       | 13 min 03 s 22 | Stockholm      | 16 juin 2016  |
| 10 000 m      | 26 min 58 s 75 | Eugene         | 27 mai 2016   |
| 10 km (route) | 28 min 20 s    | Cape Elizabeth | 1er août 2009 |